# 西千葉駅

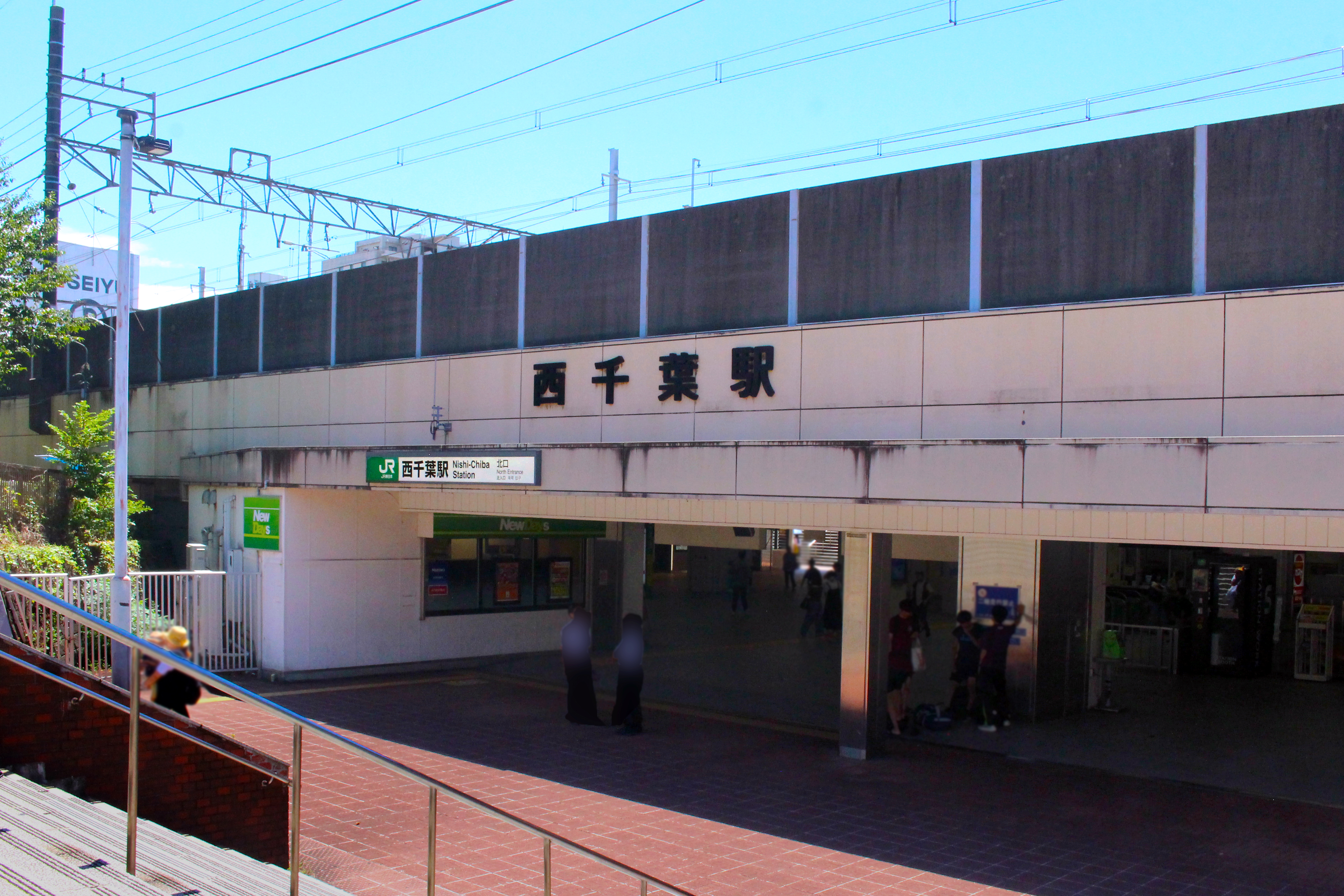
北口（2024年8月）

西千葉駅（にしちばえき）は、千葉県千葉市中央区春日二丁目にある、東日本旅客鉄道（JR東日本）総武本線の駅である。運行系統としては緩行線を走行する総武緩行線が停車する。駅番号はJB 38。

## 概要

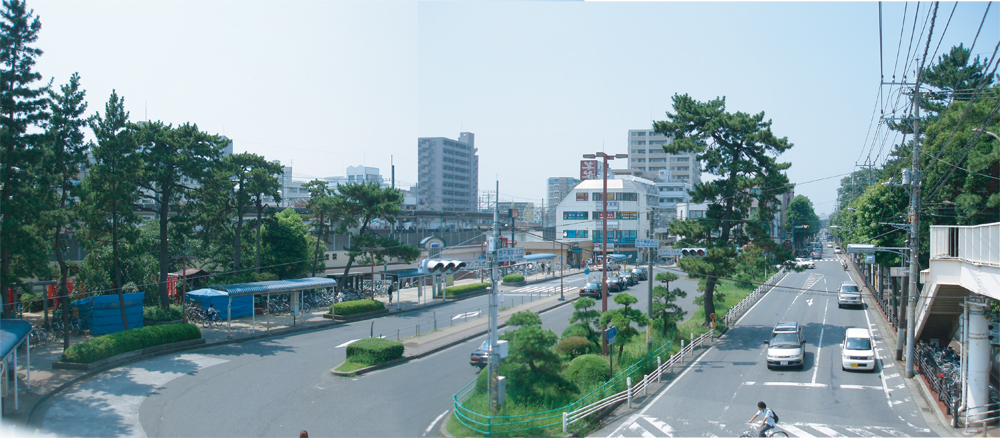
北口駅前ロータリー（2007年7月）
※左が高架ホーム、緑地は西千葉稲荷大明神、右は千葉大学正門前

JR東日本の総武本線（緩行線）を走行する中央・総武緩行線が乗り入れている。また、京成電鉄のみどり台駅・西登戸駅は徒歩圏内に位置している。 
駅舎は千葉市中央区春日二丁目に位置しているが、駅北口の「ゆりの木通り」を境に北側が稲毛区、南側が中央区となっている。そのため、北口すぐに位置する千葉大学の西千葉キャンパスは稲毛区となっている。
駅北口方面（稲毛区側）は千葉大学西千葉キャンパスや千葉経済大学をはじめ多くの高等教育機関や学校が集積する千葉市屈指の文教地区として知られる。
駅南口の通称「マロニエ通り」（西千葉マロニエ商店会）として知られる区域は、フランス料理店、喫茶店、手作りハム専門店、紅茶専門店などの飲食店や画廊、雑貨店、美容室などの多く立ち並ぶ商店街として知られる。
北口および南口の駅前ロータリー近傍、千葉大学西千葉キャンパス近傍、南口ロータリーから京成電鉄みどり台駅方面に抜ける商店街には学生向けのアパート、レストラン、居酒屋、商店などが多く、典型的な学生街を形成している。

## 歴史
- 1942年（昭和17年）10月1日：国有鉄道の駅として開業[1]。旅客のみ取扱い。
  - 開業当初は南北に改札口のある相対式ホームを有し、ホームの間に中線がある2面3線式の配置をしていた。その後、線路の高架化に伴い、1面2線の島式ホームとなった。
- 1986年（昭和61年）3月20日：国鉄がみどりの窓口を開設[3]。
- 1987年（昭和62年）4月1日：国鉄分割民営化に伴い、東日本旅客鉄道（JR東日本）の駅となる[4]。
- 1993年（平成5年）7月3日：自動改札機を設置し、供用開始[5]。
- 1999年（平成11年）1月：エスカレーターを1基新設[6]
- 2001年（平成13年）11月18日：ICカード「Suica」の利用が可能となる[広報 1]。
- 2005年（平成17年）4月1日：西千葉駅長を廃止、千葉駅長管理下となる。
- 2013年（平成25年）2月6日：この日をもってみどりの窓口が営業を終了。
- 2014年（平成26年）12月20日：業務委託化[7]。
- 2017年（平成29年）2月25日：早朝無人化[8]。
- 2020年（令和2年）4月6日：駅ビル「ペリエ西千葉」がリニューアル[9][注釈 2]。
- 2025年（令和7年）度：スマートホームドアの使用を開始（予定）[12]。

## 駅構造
島式ホーム1面2線を有する高架駅であるが、駅周辺は高架橋の高さが低く、コンコース階は半地下構造となっている。コンコース階には駅施設のほか、駅ビル「ペリエ西千葉」（2007年12月まで「めりーな西千葉」）がある。
JR東日本ステーションサービスが駅業務を受託している千葉統括センター（千葉駅）管理の業務委託駅。Suica対応自動改札機、指定席券売機、短距離自動券売機が設置されている。みどりの窓口は、2013年2月6日限りで閉鎖された。2017年2月25日より、始発から午前6時50分までの間は遠隔対応（インターホン対応は稲毛駅が行う）のため改札係員は不在となり、一部の自動券売機のみ稼働する。
かつては西千葉駅～稲毛駅間に房総ローカル用の気動車の車両基地であった千葉気動車区が存在していた。跡地は現在は西千葉公園となっている。地上時代の当駅中線にはホームがなく気動車区に出入りする車両が使用していた。

### のりば
| 番線 | 路線               | 方向 | 行先                     |
| ---- | ------------------ | ---- | ------------------------ |
| 1    | 総武線（各駅停車） | 西行 | 西船橋・秋葉原・新宿方面 |
| 2    | 総武線（各駅停車） | 東行 | 千葉方面                 |

（出典：JR東日本:駅構内図）
なお、当駅から見える総武快速線の線路は、隣の千葉駅構内に含まれており、総武快速下り線から外房線下り（千葉方で総武本線上り線を跨ぐ）が分岐している。当駅は、総武快速線千葉駅の西端となる。

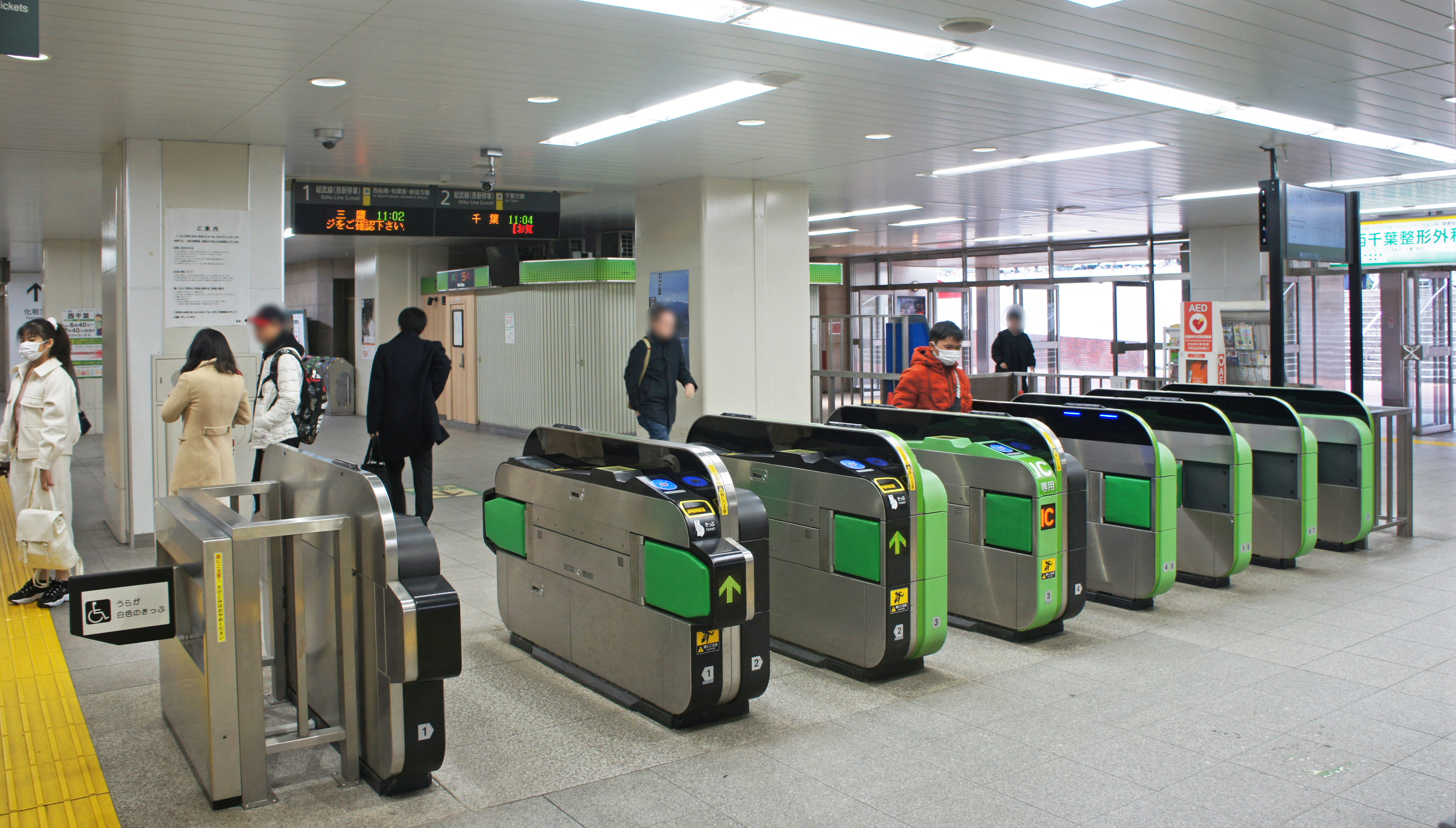
改札口（2019年12月）
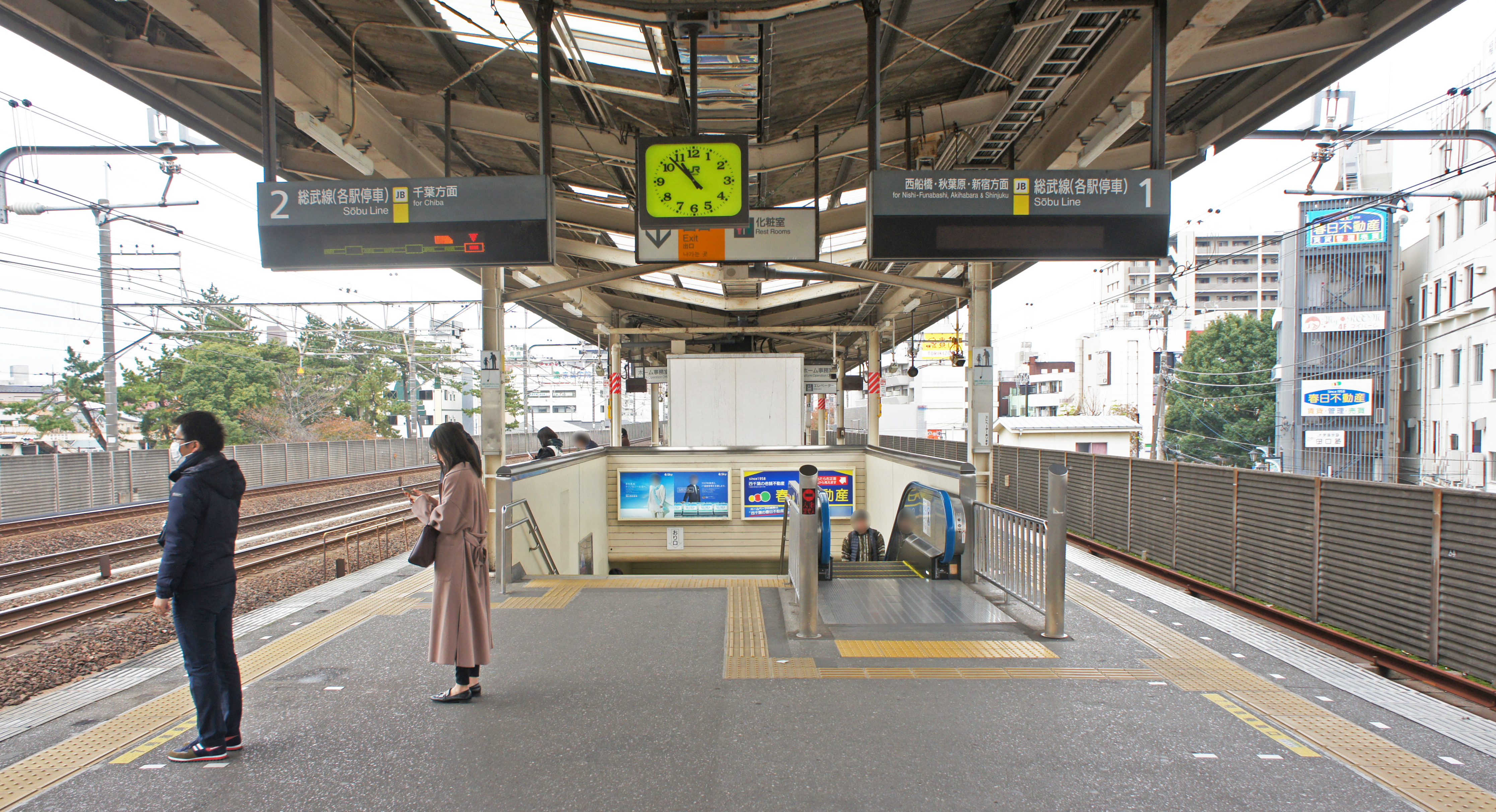
駅ホーム（2019年12月）
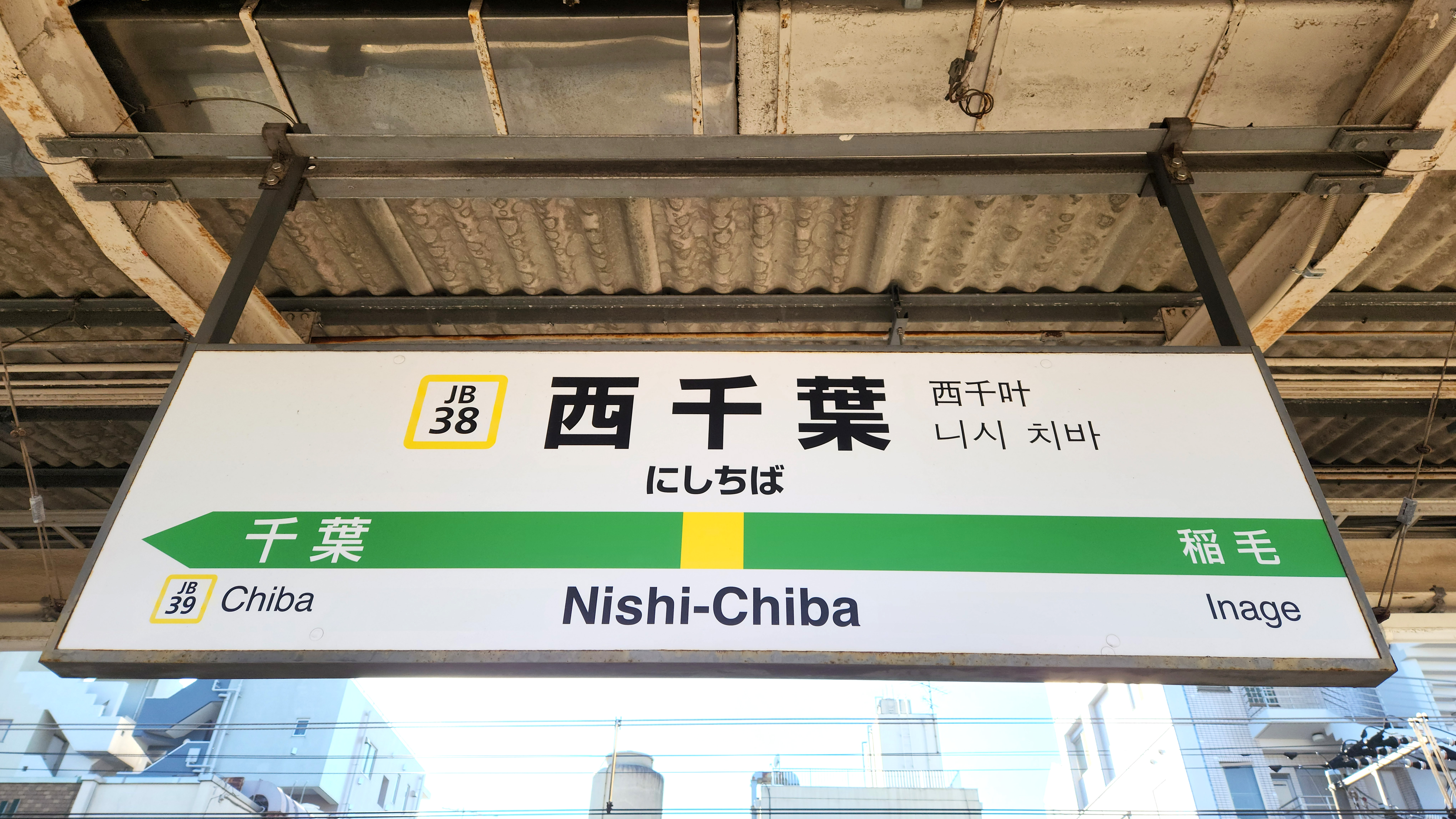
駅名標（2023年12月）

### 駅舎内の施設（駅ナカ・駅ビル）
駅ナカ商業施設として「ペリエ西千葉」があり、本館、ANNEX館からなる約25店舗の専門店を有する。
- 白洋舍・カットコモ・リラックスサロン ラクー
- NewDays
- NewDays KIOSK
- 指定席券売機

## 利用状況
2023年（令和5年）度の1日平均乗車人員は20,065人である。
近年の1日平均乗車人員の推移は下記の通り。
| 年度               | 1日平均 乗車人員 | 出典     |
| ------------------ | ---------------- | -------- |
| 1990年（平成02年） | 31,609           | [ * 1 ]  |
| 1991年（平成03年） | 31,830           | [ * 2 ]  |
| 1992年（平成04年） | 32,009           | [ * 3 ]  |
| 1993年（平成05年） | 31,655           | [ * 4 ]  |
| 1994年（平成06年） | 31,352           | [ * 5 ]  |
| 1995年（平成07年） | 30,796           | [ * 6 ]  |
| 1996年（平成08年） | 30,031           | [ * 7 ]  |
| 1997年（平成09年） | 28,669           | [ * 8 ]  |
| 1998年（平成10年） | 27,436           | [ * 9 ]  |
| 1999年（平成11年） | 26,412           | [ * 10 ] |
| 2000年（平成12年） | 25,628           | [ * 11 ] |
| 2001年（平成13年） | 24,670           | [ * 12 ] |
| 2002年（平成14年） | 24,769           | [ * 13 ] |
| 2003年（平成15年） | 25,137           | [ * 14 ] |
| 2004年（平成16年） | 25,119           | [ * 15 ] |
| 2005年（平成17年） | 24,736           | [ * 16 ] |
| 2006年（平成18年） | 24,523           | [ * 17 ] |
| 2007年（平成19年） | 24,393           | [ * 18 ] |
| 2008年（平成20年） | 24,498           | [ * 19 ] |
| 2009年（平成21年） | 24,148           | [ * 20 ] |
| 2010年（平成22年） | 23,838           | [ * 21 ] |
| 2011年（平成23年） | 23,207           | [ * 22 ] |
| 2012年（平成24年） | 23,136           | [ * 23 ] |
| 2013年（平成25年） | 23,396           | [ * 24 ] |
| 2014年（平成26年） | 22,693           | [ * 25 ] |
| 2015年（平成27年） | 22,941           | [ * 26 ] |
| 2016年（平成28年） | 22,721           | [ * 27 ] |
| 2017年（平成29年） | 22,533           | [ * 28 ] |
| 2018年（平成30年） | 22,385           | [ * 29 ] |
| 2019年（令和元年） | 22,000           | [ * 30 ] |
| 2020年（令和02年） | 15,441           |          |
| 2021年（令和03年） | 17,991           |          |
| 2022年（令和04年） | 19,406           |          |
| 2023年（令和05年） | 20,065           |          |

## 駅周辺
南口方面（京成千葉線側）
- 京成電鉄みどり台駅・西登戸駅（徒歩約6分程度）
- 千葉市立緑町中学校
- 千葉市立緑町小学校
- 海上保安庁千葉ロランセンター
- 西友 西千葉店[14]
- カスミフードスクエア 千葉みなと店
- 千葉興業銀行 本店

- 西登戸駅
- みどり台駅
- 千葉興業銀行 本店
- 西友 西千葉店

北口方面（千葉大学側）
- 作草部駅（徒歩約15分程度）
- 自衛隊千葉地方協力本部
- 千葉大学西千葉キャンパス[1]
  - 千葉大学教育学部附属中学校[1]
  - 千葉大学教育学部附属小学校[1]
  - 千葉大学教育学部附属幼稚園[1]
- 敬愛大学経済学部[1]
- 千葉経済大学[1]
- 千葉経済大学短期大学部[1]
- 千葉県立千葉東高等学校
- 千葉県立千葉商業高等学校
- 千葉経済大学附属高等学校[1]
- 千葉市立弥生小学校
- ペリエ 西千葉
- ハヤブサハラールマーケット

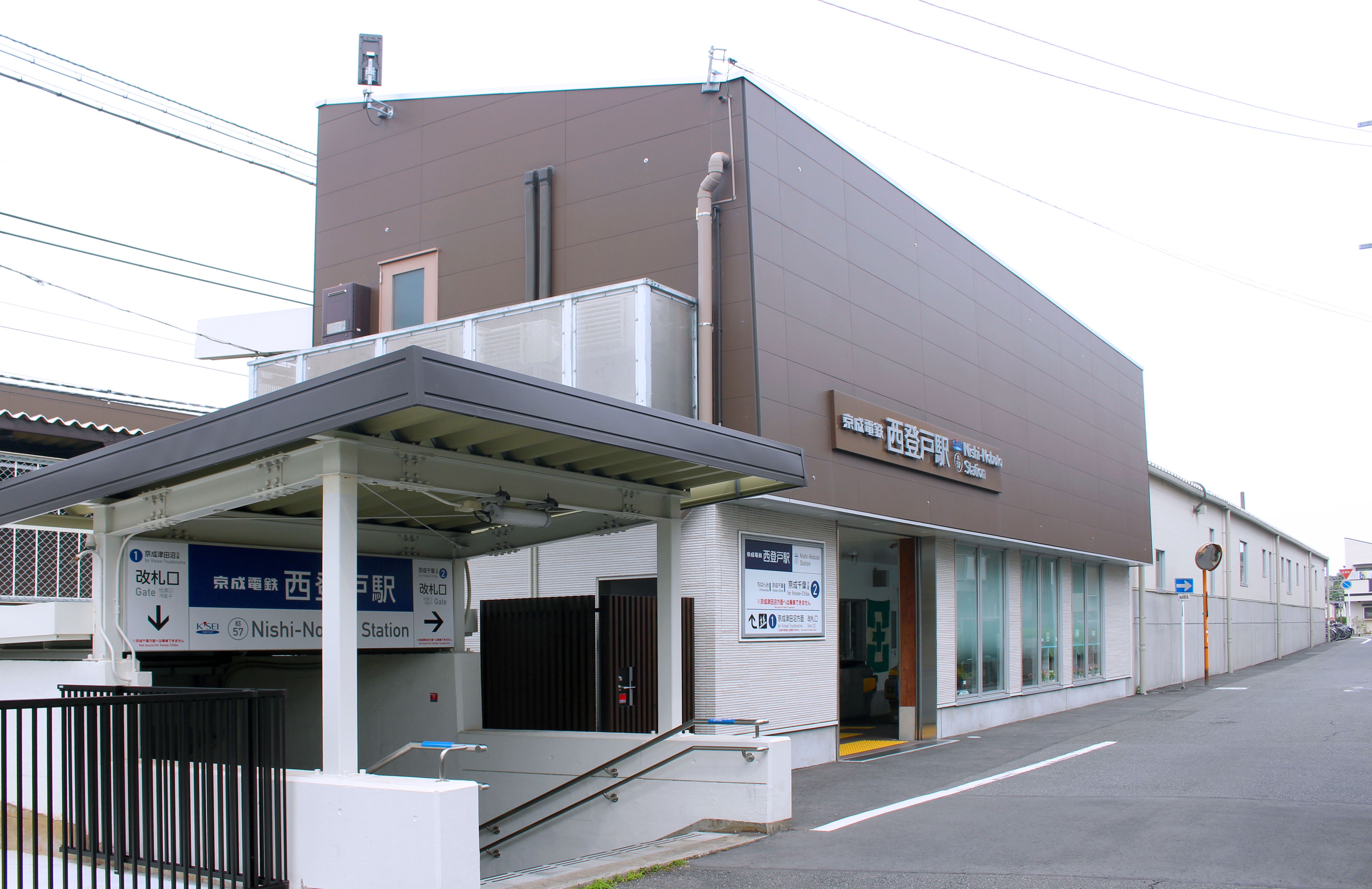
西千葉稲荷大明神（江戸時代の旧佐倉藩の刑場跡とされている）
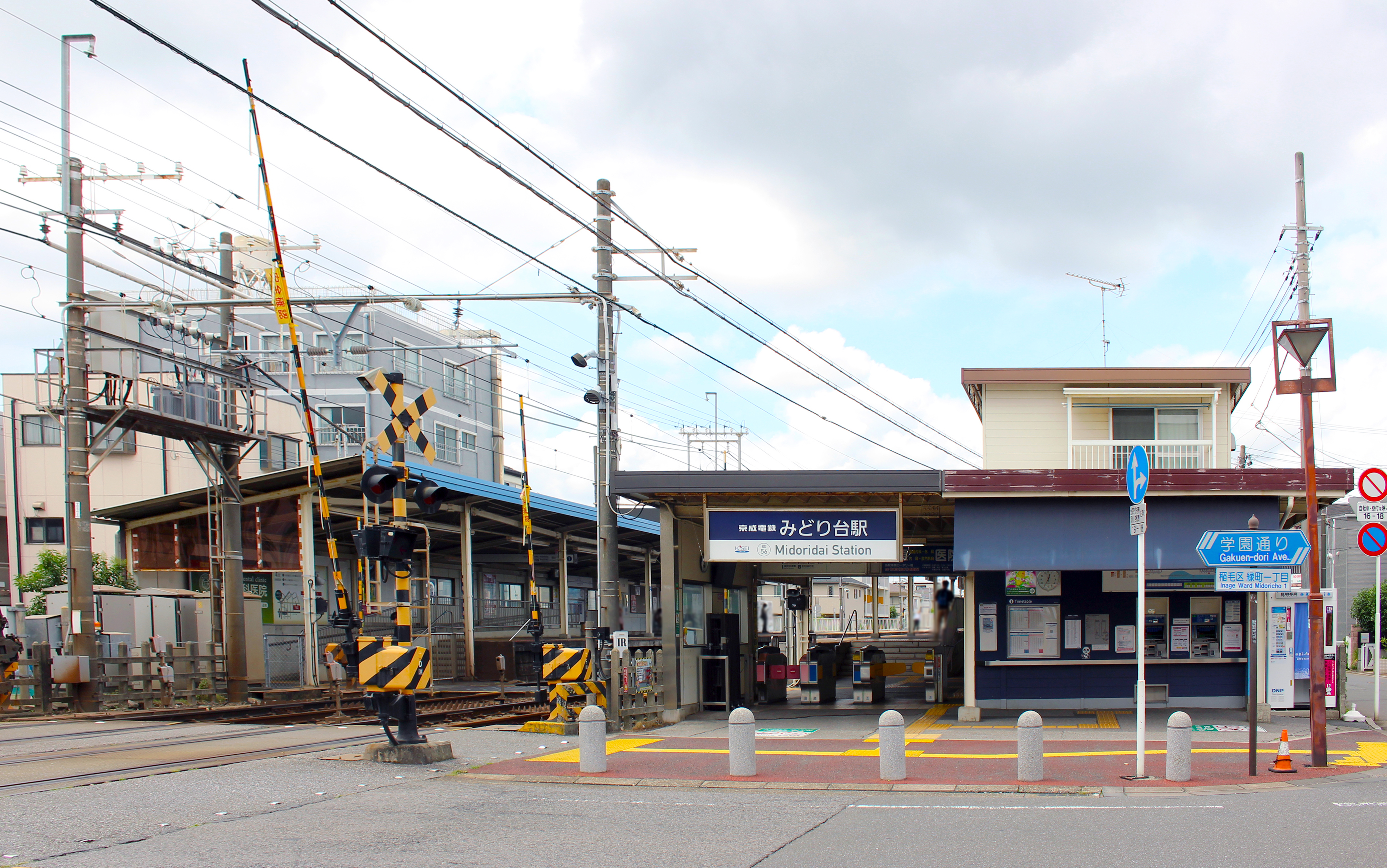
みどり台駅
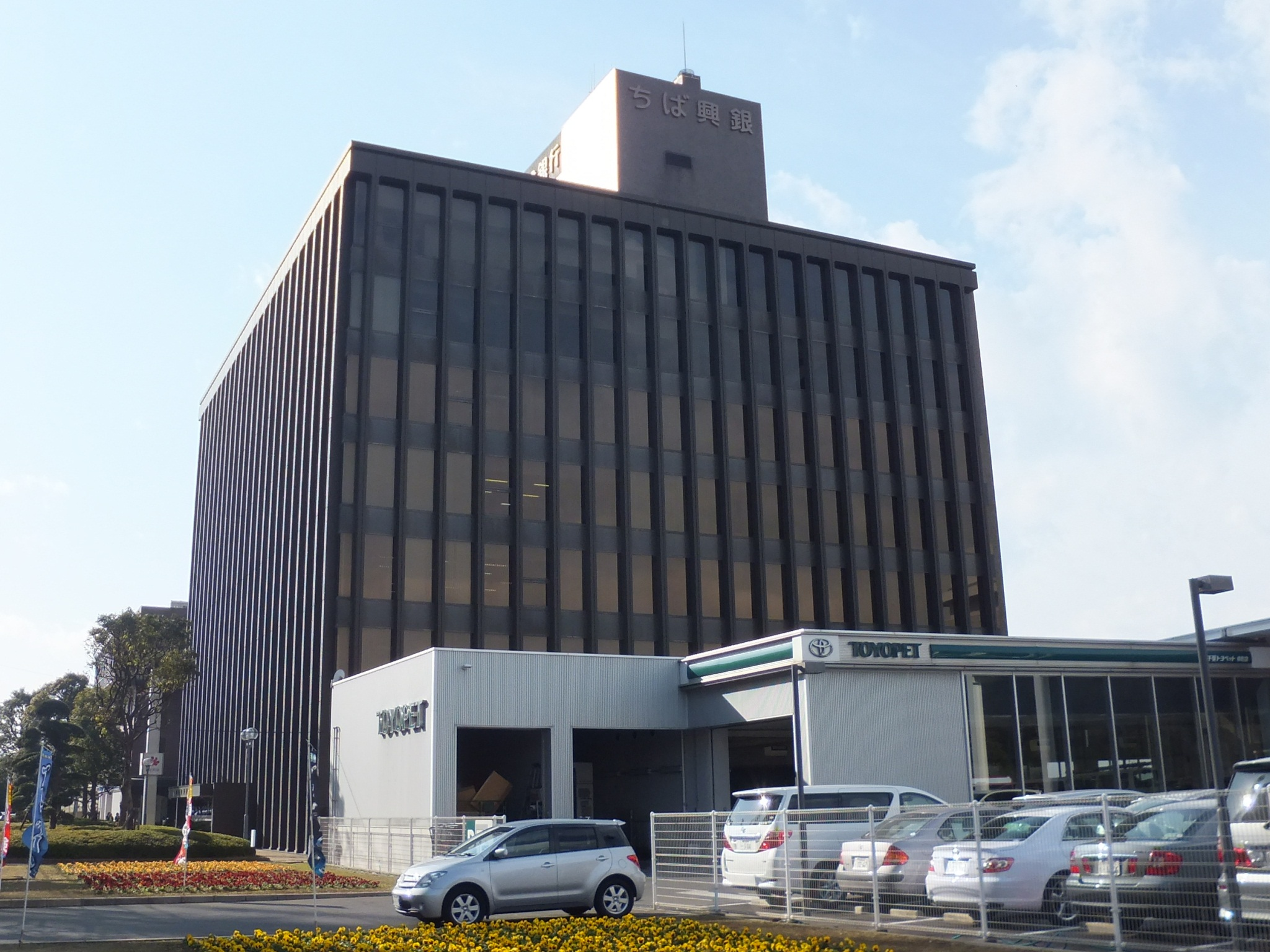
千葉興業銀行 本店
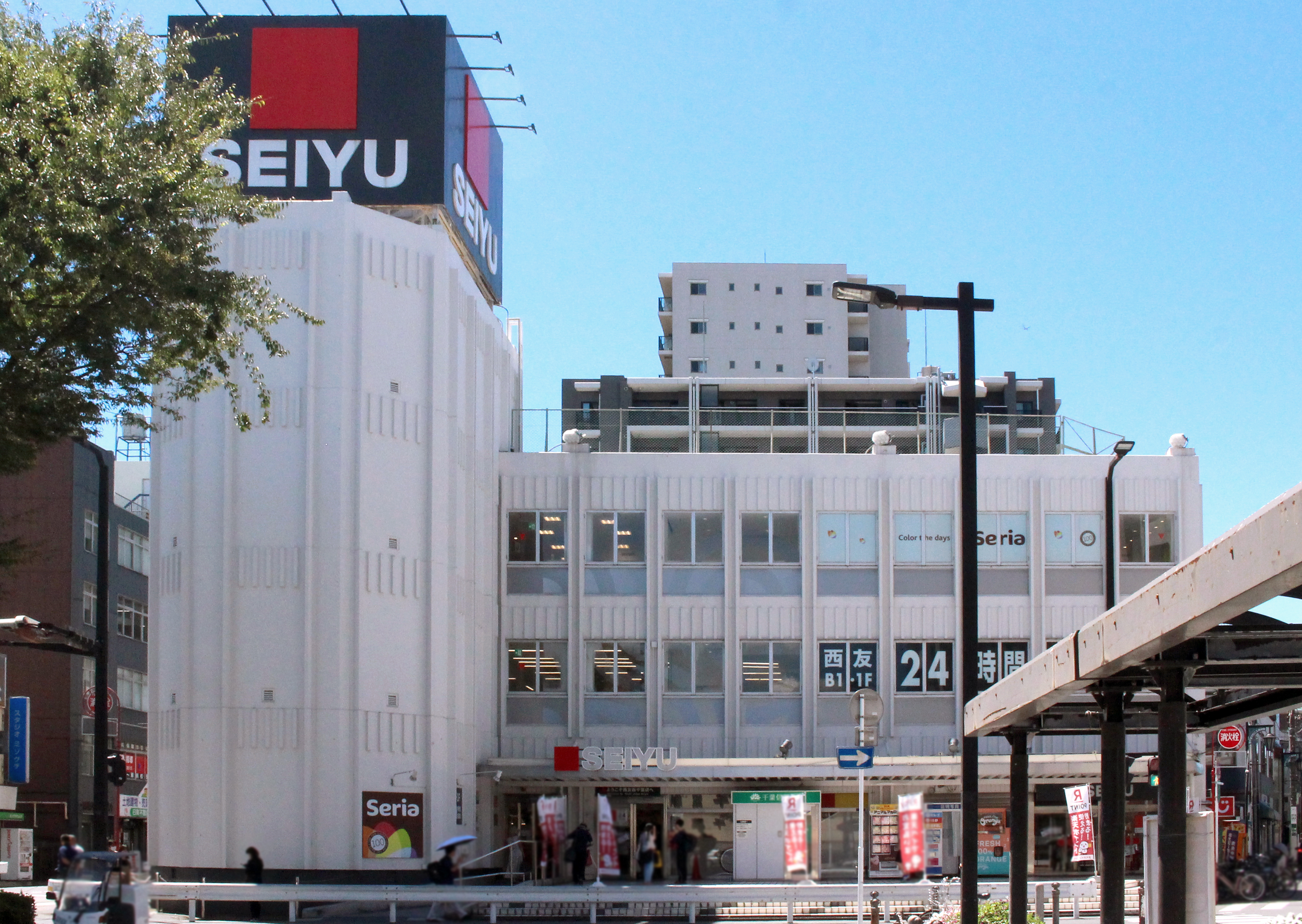
西友 西千葉店

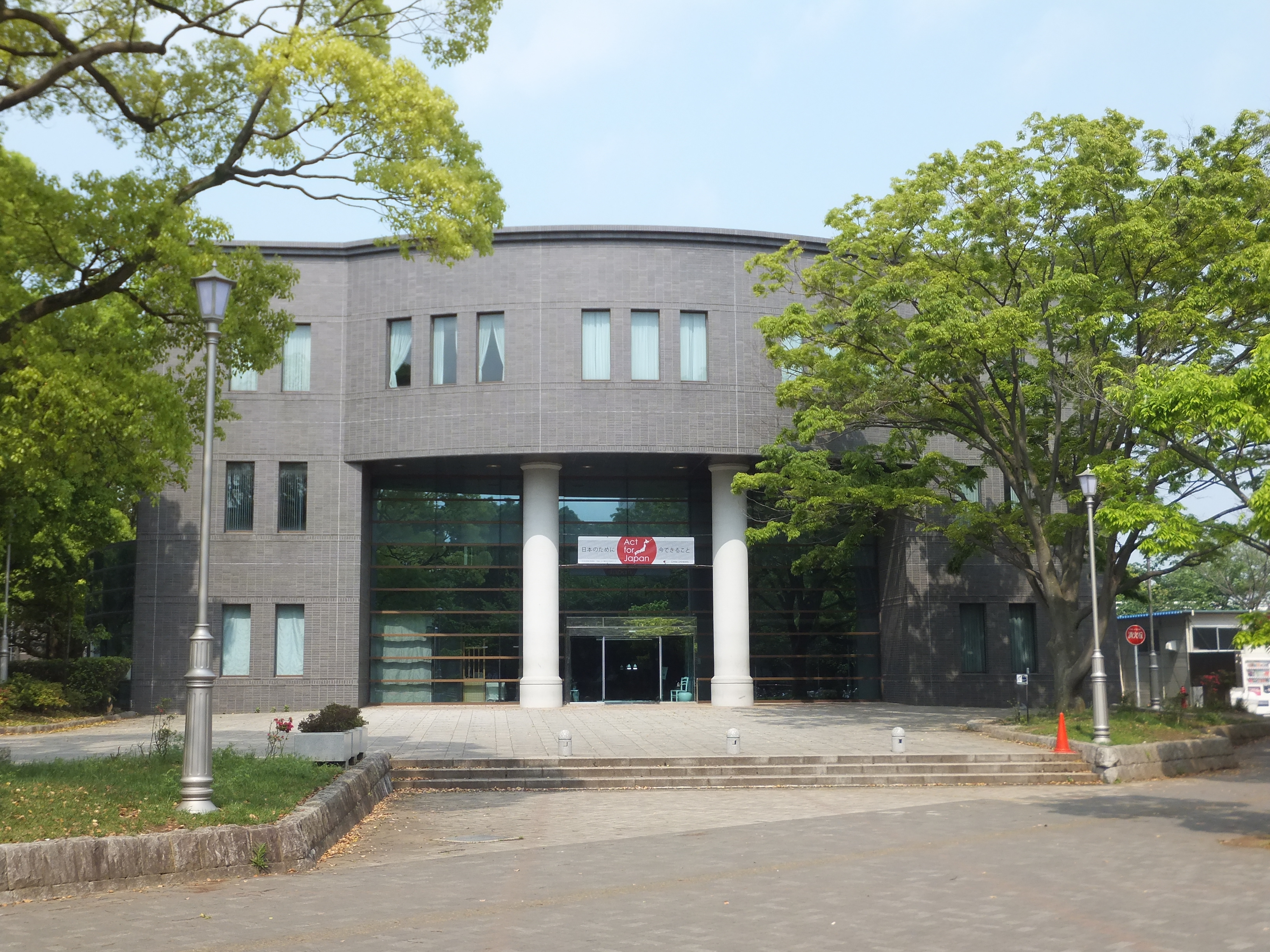
千葉大学 西千葉キャンパス（けやき会館）
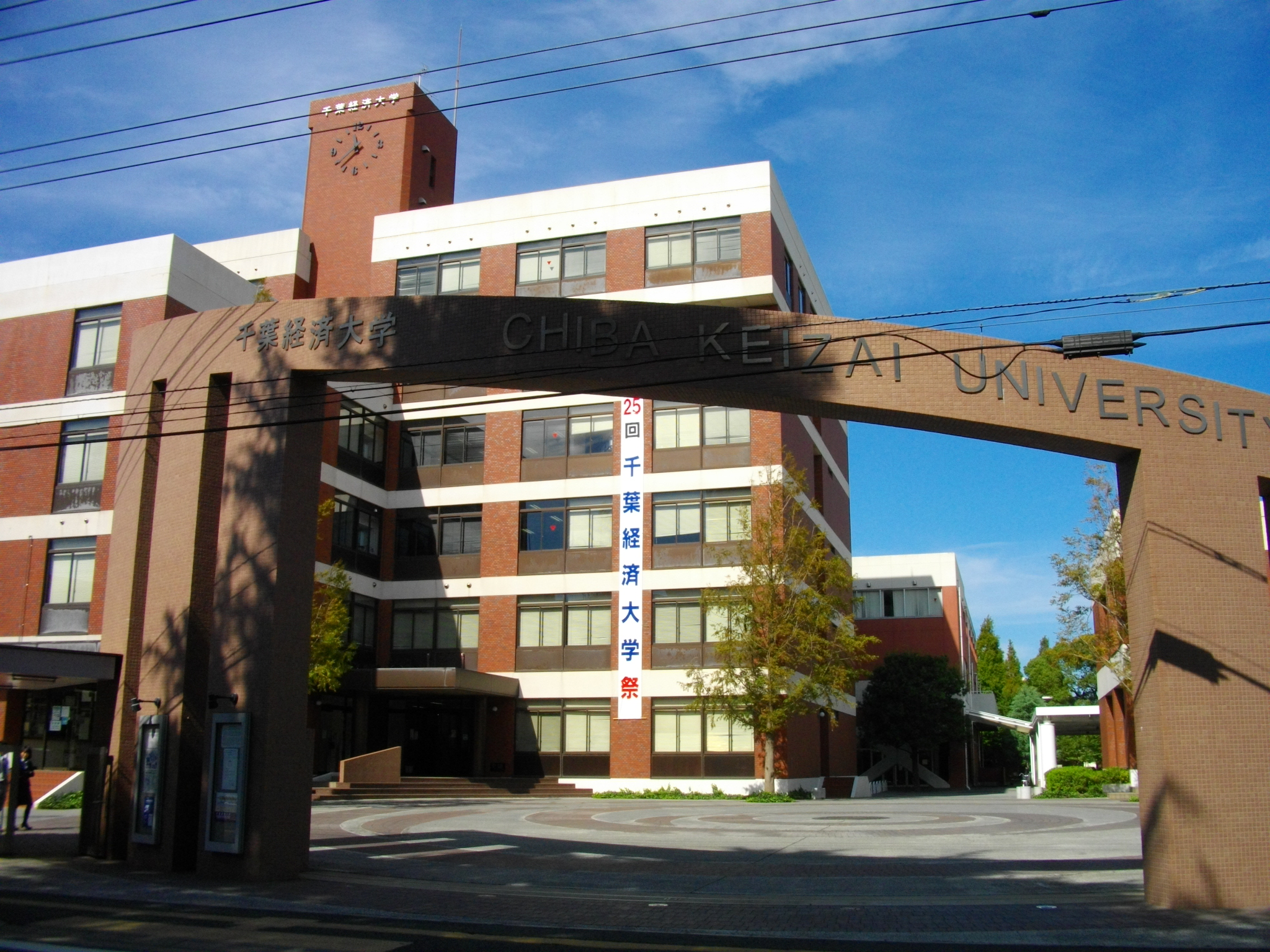
千葉経済大学
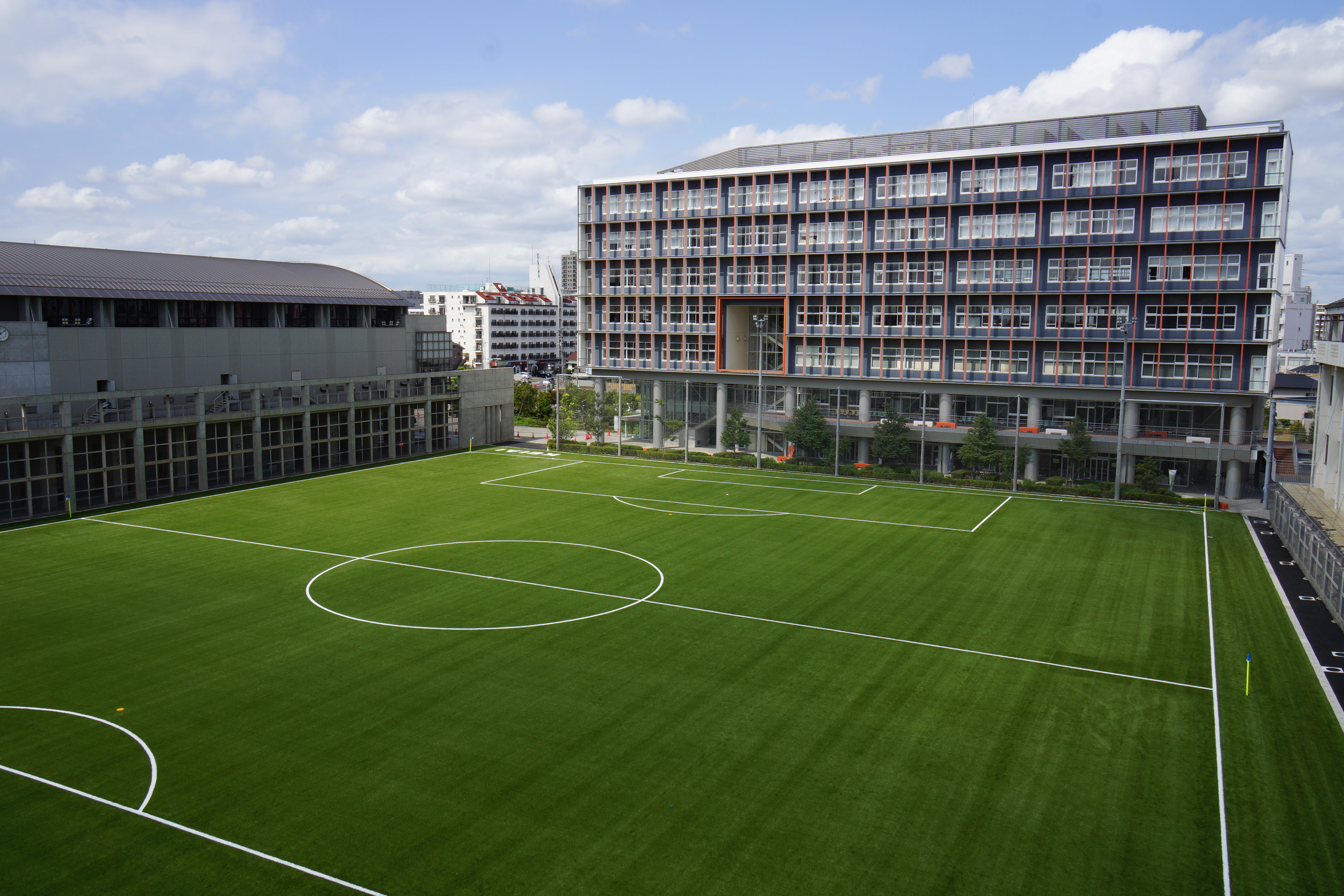
敬愛大学

## バス路線
北口ロータリーから、路線バスが発着している。以下の路線が乗り入れ、京成バス千葉イーストにより運行されている。
2019年10月31日までは、南口ロータリーからあすか交通による幸町中央行きが平日朝のみ運行されていた。
| 乗り場 | 運行事業者           | 系統・行先                                                                                        | 備考                                       |
| ------ | -------------------- | ------------------------------------------------------------------------------------------------- | ------------------------------------------ |
| 1      | 京成バス千葉イースト | C60・C61：千葉駅東口 C62：千葉駅北口 N01：千葉市動物公園                                          | 「C62」は土休日1本のみ 「N01」は土休日のみ |
| 2      | 京成バス千葉イースト | 西千01：千草台団地 稲西01：稲毛駅                                                                 |                                            |
| 3      | 京成バス千葉イースト | 西千11：山王町 西千13：みつわ台車庫 西千14：ポリテクセンター千葉                                  |                                            |
| 4      | 京成バス千葉イースト | 西千21：千葉駅北口 西千51：轟町循環（午前回り） 西千52：轟町循環（午後回り） 西千53：千葉経済大学 |                                            |

## その他
軍事技術の研究を主体とした東京帝国大学第二工学部の開設に合わせて開業。東京大学第二工学部は、第二次世界大戦後に東京大学生産技術研究所となった。
東京大学第二工学部の敷地は、先述の東京大学生産技術研究所千葉実験所及び千葉大学西千葉キャンパスとなったが、2017年（平成29年）に東京大学生産技術研究所千葉実験所は柏市にある柏キャンパスに移転した。

## 隣の駅
東日本旅客鉄道（JR東日本）
 総武線（各駅停車）
稲毛駅 (JB 37)  - 西千葉駅 (JB 38) - 千葉駅 (JB 39)